# 도에디쿠루스
도에디쿠루스(Doedicurus)는 약 11,000년 전 마지막 빙기 기간이 끝날 때까지 플라이스토세 동안 살았던 선사시대의 글립토돈아과였다. 그것의 이름은 "페슬 꼬리"를 의미하는데, 이것은 만약 꼬리 끝부분에서 뾰족한 송곳니를 제거한다면, 그것은 어떻게 해충과 닮았는지를 가리킨다. 이것은 가장 많이 알려진 글립토돈아과이며, 남아메리카 플라이스토세 메가파우나의 더 잘 알려진 구성원들 중 하나이다.